# Guglielmo V del Monferrato
Guglielmo V degli Aleramici, talvolta anche indicato come Guglielmo III o Guglielmo il Vecchio (1110 circa – 1191), è stato un nobile italiano unico figlio maschio del marchese Ranieri degli Aleramici e di Gisella di Borgogna, fu marchese del Monferrato dal 1137 fino alla sua morte.

## Biografia

### Giovinezza
Inimicatosi un ramo della casa degli Alerami, che cedettero le loro terre al comune di Asti, a Guglielmo si presentò l'occasione di farsi valere in campo militare. Luigi VII stava preparando la crociata, e un contingente di truppe destinate a percorrere l'Europa attraversando l'Ungheria venne affidato al conte Amedeo III e a Guglielmo V. Essi seguirono Corrado III di Svevia verso Costantinopoli, arrivandoci verso la fine dell'estate 1147. Manuele I Comneno, l'imperatore d'Oriente, li accolse con grandi onori.
Partecipò alla battaglia per la presa di Damasco, ma l'insuccesso della spedizione costrinse i crociati a ritirarsi a Tessalonica, venendo poi ospitati ancora una volta dall'imperatore Manuele: è in tale circostanza che tra i due sovrani si creò una forte amicizia.

### Al seguito di Federico I
Guglielmo era di fazione ghibellina, ma seppe comunque destreggiarsi tra le due massime cariche dell'epoca: se infatti venne scomunicato da papa Alessandro III, egli rimase comunque in buoni rapporti con la Chiesa.
Nel 1149 la spedizione orientale di Guglielmo terminava, ed egli tornò in Piemonte. Fu fedele servitore dell'imperatore Federico I, che seguì nelle sue spedizioni contro i comuni ribelli. Interessato a mettere le mani sul comune di Asti, partecipò all'assedio che vi pose il Barbarossa e viene menzionato anche nella battaglia per la presa di Tortona.
Il 1º settembre 1158 fu tra coloro che accolsero gli ostaggi del comune di Milano dopo la sua prima capitolazione ad opera di Federico; lo si ritrova ancora in altre campagne contro i comuni ribelli sempre al seguito dell'Imperatore. Poco, invece, risiedette nelle sue terre in qualità di amministratore, impegnato come fu nel seguire Federico nelle sue spedizioni in Italia.
Sconfitto però più volte il suo esercito anche nel suo stesso territorio, e in particolare presso Mombello Monferrato dalle truppe comunali, il 19 giugno 1172 fu costretto a sottoscrivere le condizioni impostegli dai vincitori, e in particolare dagli astigiani.
Desideroso di rivincita, seguì ancora Federico contro Alessandria, ma le fortune del Barbarossa erano destinate a terminare, e di fronte agli insuccessi militari di Federico Guglielmo V decise di cambiare bandiera passando dalla parte dei comuni, alleandosi con Alessandria e stringendo i legami con Manuele Comneno (Manuele I Comneno), nemico dei tedeschi: anche a tal ragione il figlio Ranieri di Guglielmo sposò la figlia del Comneno nel 1179.
Gli screzi con Federico risultarono compromessi dalle azioni del figlio Corrado, che arrivò ad imprigionare il cancelliere Cristiano di Magonza: l'imperatore gli perdonò il gesto quando i Monferrato sembrarono passare nuovamente dalla sua parte, ma ormai la fiducia nutrita nei loro confronti dall'imperatore risultava compromessa, e nessuno citò Guglielmo nella pace di Costanza.

### Ultimi anni e morte
Venuto a conoscenza della nascita del nipote Baldovino nato dalla unione tra Guglielmo Spadalunga e la regina Sibilla di Gerusalemme, Guglielmo V decise un secondo ritorno in Terra santa con la speranza di poter conoscere il nipote che era stato incoronato nel 1183 re di Gerusalemme con il nome di Baldovino V.
Guglielmo V ottenne un piccolo feudo in Galilea ma fu coinvolto nella sanguinosa battaglia di Hattin: catturato dal Saladino, venne riscattato dal figlio Corrado solo dopo la conquista di Tiro. Rimasto a Tiro, egli vi morì con probabilità nell'agosto 1191.

## Matrimonio e figli
Guglielmo sposò Giuditta di Babenberg, figlia di Leopoldo III della dinastia Babenberg, margravio d'Austria e di Agnese di Waiblingen, figlia dell'imperatore Enrico IV di Franconia e di Berta di Savoia. Essi ebbero:
- Guglielmo del Monferrato, detto Spadalunga (1140 circa – 1177), conte di Giaffa e di Ascalona, padre di Baldovino V di Gerusalemme;
- Corrado (1140 – 1192), successore di Guglielmo V nella titolarità del marchesato;
- Bonifacio (1150 – 1207), fondatore del regno di Tessalonica e successore del fratello Corrado, dopo la di lui morte, nella titolarità del marchesato;
- Beatrice (1155 c.) che sposò il cugino Enrico del Vasto dando origine alla famiglia Del Carretto; amata e cantata dal trovatore Rambaldo di Vaqueiras;
- Federico (†1180), che divenne vescovo di Alba;
- Ranieri (1162 – 1183), che sposò Maria Comnena (1152 – 1182), figlia dell'imperatore di Bisanzio Manuele I;
- Agnese, andata sposa a Guido Guerra III Guidi, conte di Modigliana[1] (ed il cui matrimonio venne successivamente annullato);
- Alasia (†1232), che sposò Manfredo II di Saluzzo (1140 – 1215) e che alla morte del marito assunse la reggenza del marchesato di Saluzzo in nome del figlio Manfredo per otto anni;
- una figlia non identificata, che sposò il marchese Alberto Malaspina.

## Nella cultura di massa
Guglielmo del Monferrato è uno dei bersagli da assassinare nel videogioco Assassin's Creed (2007), ambientato in Terra santa ai tempi della terza crociata. Nel gioco, Guglielmo è il Reggente di Acri al posto di re Riccardo; in realtà i due non vanno d'accordo, e Guglielmo intende far uccidere Riccardo per consegnare la città ai cavalieri templari, dopo aver sequestrato il cibo alla popolazione (per razionare le scorte in tempi di bisogno, secondo lui). Ogni volta che viene redarguito dal re sfoga la sua frustrazione sui soldati. Verrà ucciso da Altair proprio durante una delle sue sfuriate. Nel gioco viene raffigurato come un uomo di mezza età, mentre nell'anno in cui è ambientata la storia (1191) dovrebbe aver avuto circa ottant'anni.
Nel videogioco viene doppiato da Harry Standjofski in lingua originale e da Gianni Gaude nella versione italiana.

## Ascendenza
|                             |                       |                                | Genitori                 |  |  | Nonni |  |  | Bisnonni                 |  |  | Trisnonni                    |  |
|                             |                       |                                |                          |  |  |       |  |  | Ottone II del Monferrato |  |  | Guglielmo III del Monferrato |  |
|                             |                       |                                |                          |  |  |       |  |  | Ottone II del Monferrato |  |  | Guglielmo III del Monferrato |  |
|                             |                       | Waza                           |                          |  |  |       |  |  | Ottone II del Monferrato |  |  |                              |  |
| Guglielmo IV del Monferrato |                       |                                |                          |  |  |       |  |  | Ottone II del Monferrato |  |  |                              |  |
|                             |                       | Costanza di Savoia             | Amedeo II di Savoia      |  |  |       |  |  |                          |  |  |                              |  |
|                             |                       | Costanza di Savoia             | Amedeo II di Savoia      |  |  |       |  |  |                          |  |  |                              |  |
|                             |                       | Costanza di Savoia             | Giovanna di Ginevra      |  |  |       |  |  |                          |  |  |                              |  |
| Ranieri I del Monferrato    |                       | Costanza di Savoia             |                          |  |  |       |  |  |                          |  |  |                              |  |
|                             |                       | Tibaldo di Agliè               | …                        |  |  |       |  |  |                          |  |  |                              |  |
|                             |                       | Tibaldo di Agliè               | …                        |  |  |       |  |  |                          |  |  |                              |  |
|                             |                       | Tibaldo di Agliè               | …                        |  |  |       |  |  |                          |  |  |                              |  |
| Otta di Agliè               |                       | Tibaldo di Agliè               |                          |  |  |       |  |  |                          |  |  |                              |  |
|                             |                       | …                              | …                        |  |  |       |  |  |                          |  |  |                              |  |
|                             |                       | …                              | …                        |  |  |       |  |  |                          |  |  |                              |  |
|                             |                       | …                              | …                        |  |  |       |  |  |                          |  |  |                              |  |
| Guglielmo V del Monferrato  |                       | …                              |                          |  |  |       |  |  |                          |  |  |                              |  |
|                             | Rinaldo I di Borgogna | Ottone I Guglielmo di Borgogna |                          |  |  |       |  |  |                          |  |  |                              |  |
|                             | Rinaldo I di Borgogna | Ottone I Guglielmo di Borgogna |                          |  |  |       |  |  |                          |  |  |                              |  |
|                             | Rinaldo I di Borgogna | Ermentrude di Roucy            |                          |  |  |       |  |  |                          |  |  |                              |  |
| Guglielmo I di Borgogna     | Rinaldo I di Borgogna |                                |                          |  |  |       |  |  |                          |  |  |                              |  |
|                             |                       | Alice di Normandia             | Riccardo II di Normandia |  |  |       |  |  |                          |  |  |                              |  |
|                             |                       | Alice di Normandia             | Riccardo II di Normandia |  |  |       |  |  |                          |  |  |                              |  |
|                             |                       | Alice di Normandia             | Giuditta di Bretagna     |  |  |       |  |  |                          |  |  |                              |  |
| Gisella di Borgogna         |                       | Alice di Normandia             |                          |  |  |       |  |  |                          |  |  |                              |  |
|                             |                       | …                              | …                        |  |  |       |  |  |                          |  |  |                              |  |
|                             |                       | …                              | …                        |  |  |       |  |  |                          |  |  |                              |  |
|                             |                       | …                              | …                        |  |  |       |  |  |                          |  |  |                              |  |
| Stefania di Borgogna        |                       | …                              |                          |  |  |       |  |  |                          |  |  |                              |  |
|                             |                       | …                              | …                        |  |  |       |  |  |                          |  |  |                              |  |
|                             |                       | …                              | …                        |  |  |       |  |  |                          |  |  |                              |  |
|                             |                       | …                              | …                        |  |  |       |  |  |                          |  |  |                              |  |
|                             |                       | …                              |                          |  |  |       |  |  |                          |  |  |                              |  |